# 영천시장
영천시장(永川市長)은 경상북도 영천시의 시장이다. 본 문서는 역대 영천시 시장을 정리한 것이다.

## 임명직 시장

### 영천시 승격 이후
- 1981년 7월 1일에 경상북도 영천군 영천읍이 영천시로 승격됨.

| 대수 | 이름   | 임기                               |
| ---- | ------ | ---------------------------------- |
| 초대 | 이석우 | 1981년 7월 1일 ~ 1982년 8월 5일    |
| 2대  | 김재완 | 1982년 8월 6일 ~ 1983년 12월 27일  |
| 3대  | 마용수 | 1983년 12월 28일 ~ 1986년 3월 8일  |
| 4대  | 고정환 | 1986년 3월 9일 ~ 1986년 12월 24일  |
| 5대  | 석진후 | 1986년 12월 25일 ~ 1988년 6월 11일 |
| 6대  | 김정규 | 1988년 6월 12일 ~ 1989년 12월 27일 |
| 7대  | 김재학 | 1989년 12월 28일 ~ 1991년 7월 16일 |
| 8대  | 박희삼 | 1991년 7월 17일 ~ 1993년 3월 16일  |
| 9대  | 김재권 | 1993년 3월 17일 ~ 1994년 4월 30일  |
| 10대 | 박상홍 | 1994년 5월 1일 ~ 1994년 12월 31일  |

### 영천시·영천군 통합
| 대수 | 이름   | 임기                             |
| ---- | ------ | -------------------------------- |
| 11대 | 조건영 | 1995년 1월 1일 ~ 1995년 6월 30일 |

## 통합 민선 시장
| 대수           | 이름   | 임기                                                                                                 |
| -------------- | ------ | --- |
| 12대·13대      | 정재균 | 1995년 7월 1일 ~ 1998년 6월 30일 1998년 7월 1일 ~ 2000년 6월 30일                                    |
| 권한대행       | 이동수 | 2000년 7월 1일 ~ 2000년 10월 26일                                                                    |
| 14대·15대      | 박진규 | 2000년 10월 27일 ~ 2002년 6월 30일 2002년 7월 1일 ~ 2005년 3월 24일                                  |
| 권한대행       | 류성엽 | 2004년 2월 6일 ~ 2005년 4월 30일                                                                     |
| 16대·17대      | 손이목 | 2005년 5월 1일 ~ 2006년 6월 30일 2006년 7월 1일 ~ 2007년 6월 28일                                    |
| 권한대행       | 이재웅 | 2007년 6월 29일 ~ 2007년 12월 19일                                                                   |
| 18대·19대·20대 | 김영석 | 2007년 12월 20일 ~ 2010년 6월 30일 2010년 7월 1일 ~ 2014년 6월 30일 2014년 7월 1일 ~ 2018년 6월 30일 |
| 21·22대        | 최기문 | 2018년 7월 1일 ~ 2022년 6월 30일 2022년 7월 1일~                                                     |